# Darkthrone
Darkthrone is een Noorse metalband. Darkthrone begon in 1986 met het maken van black metal. Dit leverde in 1990 het stereotiepe Scandinavische album 'Soulside Journey' op.
In 1991 verraste de groep door met het album 'A Blaze In The Northern Sky' een volledige stijl- en imagoverandering te ondergaan. Het album is een blauwdruk gebleken voor wat in de jaren erna True Norwegian Black Metal zou worden genoemd.
Het album The Cult Is Alive uit 2006 is echter atypisch te noemen en bevat onder andere punkinvloeden. Op de volgende platen laat de band horen niet alleen lo-fiproducties te kunnen maken maar zich steeds meer te ontwikkelen in het maken van primitieve black punk met invloeden uit de new wave of British heavy metal. Deze invloeden zijn gebleven en hebben zich verder ontwikkeld op de albums Fuck Off And Die uit 2007 en Dark Thrones and Black Flags uit 2008. Op 5 april 2010 kwam Circle the Wagons uit. Ook op dit album worden de blackpunk- en de NWOBHM-invloeden voortgezet.
Op 25 februari 2013 kwam The Underground Resistance uit. Op dit album is voornamelijk heavy metal te horen, maar er zijn nog steeds invloeden uit black metal aanwezig. Ook is er nog een Crust punk invloed te horen.
Momenteel bestaat Darkthrone uit Fenriz (drum, zang, teksten, componist) en Nocturno Culto (gitaar, zang, teksten, componist).

## Demo's
- Land of Frost (1988)
- A New Dimension (1988)
- Thulcandra (1989)
- Cromlech (1989)

## Albums
- Soulside Journey (1990)
- Goatlord (1991, uitgebracht in 1996)
- A Blaze in the Northern Sky (1992)
- Under A Funeral Moon (1993)
- Transilvanian Hunger (1994)
- Panzerfaust (1995)
- Total Death (1996)
- Ravishing Grimness (1999)
- Preparing for War (2000) (compilatie)
- Plaguewielder (2001)
- Hate Them (2002)
- Sardonic Wrath (2004)
- The Cult Is Alive (2006)
- New Wave Of Black Heavy Metal (NWOBHM)EP (2007)
- FOAD (Fuck Off And Die) (2007)
- Dark Thrones and Black Flags (2008)
- Circle The Wagons (2010)
- The Underground Resistance (2013)
- Arctic Thunder (2016)
- Old Star (2019)
- Eternal Hails...... (2021)
- Astral Fortress (2022)

## Bekendste nummers
- Transilvanian Hunger
- The Pagan Winter
- A Blaze in the Northern Sky
- In The Shadow Of The Horns
- Too Old, Too Cold (ep)
- Under a funeral moon
- Canadian Metal
- The Hardship of the Scots
- Kathaarian Life Code
- Quintessence